# Керимова-Соколова, Маргарита Васильевна
Маргарита Васильевна Керимова-Соколова (род. 23 октября 1941, Баку) — азербайджанская художница.

## Биография
Маргарита Керимова-Соколова родилась 23 октября 1941 года в Баку (Азербайджан). Её прадедом был известный русский художник Иван Иванович Соколов. В 1959—1964 годах Маргарита училась на художественно-графическом факультете Кубанского университета, где её учителями были Г. В. Беда и Г. К. Шахбазян. В 1964—1965 года она стажировалась в Академии Художеств им. Репина (Ленинград). С 1969 года Маргарита является членом Союза художников СССР и Азербайджана, с 1971 года — членом Художественного Фонда СССР. В 1978—1995 года Керимова-Соколова работала преподавателем Художественной Студии в Баку. С 1990 года Маргарита является членом Совета Художественного Фонда Азербайджана, а с 1991 года — членом интернационального художественного фонда ЮНЕСКО.
В 1994—1995 годах Керимова-Соколова жила и работала в США: Филадельфия, Нью-Йорк, Чикаго, а с 1995 года — проживает в городе Кёльн, Германия.
С 1965 года Маргарита Керимова-Соколова приняла участие в выставках советских и азербайджанских художников в различных городах СССР, Алжире, Германии, США, Франции, Кубе, Австрии, Польше, Болгарии.

## Выставки
Персональные выставки:
- 1977 — Баку и Москва
- 1978 — Ереван
- 1979 — Алжир, г. Оран, г. Гардая, г. Ургла (Алжир)
- 1984 — Болгария
- 1984 — Румыния
- 1988 — г. Дуйсбург, Германия
- 1989 — г. Хомберг, Германия
- 1990 — г. Рейнберг, Германия
- 1991 — Музей Лембрука, г. Дуйсбург, Германия
- 1994 — Филадельфия, Нью-Йорк, Чикаго, США
- 1999 — Галерея «Гюнтер Валь», г. Бергиш-Гладбах, Германия
- 2000 — г. Ессен-Верден, Германия
- 2001 — Лев Копелев -форум, г. Кёльн, Германия
- 2002 — г. Кёльн, Германия
- 2004 — Бад-Айлзен, Германия
- 2007 — Галерея Музейного Центра Мин. Культуры Азербайджана, Баку, Азербайджан[1]
- 2009 — Лев Копелев — форум, г. Кёльн, Германия
- 2009 — Галерея Музейного Центра Мин. Культуры Азербайджана, Баку, Азербайджан
- 2010 — Галерея Национальной библиотеки, Таллинн, Эстония
- 2011 — Историческое здание Ратуши, г. Кёльн, Германия
- 2011 — Юбилейная выставка, Галерея Музейного Центра Мин. Культуры Азербайджана, Баку. Азербайджан[2]
- 2014 — Культурный центр, Хорвайлер, г. Кёльн, Германия
- 2014 — Ратхаус, г. Весселинг, Германия

## Музейные экспозиции
Картины Mаргариты Керимовой-Соколовой находятся в Музее Современного искусства (Баку, Азербайджан), Национальном Музее Искусств Азербайджана (Баку), Саратовском государственном художественном музее (Россия), Житомирской картинной галерее (Украина), Чувашском государственном художественном музее, Сумгаитской Государственной художественной галерее (г. Сумгаит, Азербайджан), картинной галерее корпорации «Тиссен-Крупп» (ФРГ), картинной галерее фирмы «Lukas Farben» (ФРГ), частных коллекциях США, ФРГ, Азербайджана, России.